# اقتصاد الكويت
يعد الاقتصاد الكويتي أحد أهم الاقتصادات في المنطقة الإقليمية بالشرق الأوسط، وأحد أكبر الدول المصدرة للنفط بالعالم. ويتمتع اقتصاد الكويت بالعديد من المقومات والعوامل البارزة الي أسهمت في تشكيل وصناعة اقتصاد مهم ومؤثر وجاذب إقليمياً وعالمياً.
يعتبر الاقتصاد الكويتي اقتصادا صغيرًا مفتوحا نسبياً يسيطر على معظمه القطاع الحكومي، وتمثل الصناعة النفطية في الكويت المملوكة من قبل الدولة أكثر من 50% من الناتج المحلي الإجمالي، و 95% من الصادرات و 80% من الإيرادات الحكومية. يُشكل احتياطي النفط الخام في الكويت حوالي 96 مليار برميل (15 كم³) أي قرابة 10% من الاحتياطي العالمي.
تعتبر الموارد المائية شحيحة جدا في الكويت نظرا لطبيعة البلاد الصحراوية، فحوالي 75% من المياه الصالحة للشرب ينبغي ترشيحها قبل أن تصبح صالحة للاستخدام، أو استيرادها من الخارج، والبلاد بالتالي لا تحوي أراضي صالحة للزراعة، مما يمنع إنجاز أي تنمية للقطاع الزراعي، وفي الواقع فإن أكثرية إنتاج هذا القطاع عبارة عن أسماك ورؤوس من الماشية واللؤلؤ. أدّى الارتفاع الحاصل في أسعار النفط إلى تراجع العجز في الميزانية من 5.5 مليار دولار أمريكي إلى 3 مليارات عام 1999، ومن المتوقع أن تظل الأسعار مرتفعة نسبيّا طيلة العقد الأول من القرن الحادي والعشرين.
تعد الكويت أحد أغنى الدول في العالمين العربي والإسلامي. فقد بلغ نصيب الفرد من الناتج المحلي الإجمالي أعلى معدلاته في سبعينات القرن العشرين عندما سجّل 439%. لكن هذه السرعة في النمو الاقتصادي ظهرت على أنها غير ملائمة، إذ أن النسبة عادت وانكمشت لتبلغ 58% في الثمانينات. إلا أن الطلب المتزايد على النفط ساعد على رفع المعدل مجددا إلى 91% خلال التسعينات. يُعد التنويع مسألة طويلة الأمد بالنسبة لهذا الاقتصاد المكشوف المعرّض.
قامت الحكومة الكويتية، ولا تزال بالعديد من الإصلاحات للقطاع الاقتصادي، فقد افتتحت أول منطقة تجارية حرة في الكويت عام 1999، وما زالت تتناقش مع شركات النفط الأجنبية لتطوير الميادين في القسم الشمالي من البلد.
ظهر في إحصاء من عام 2003، أن الكويت ينتج 38.19 مليار كيلوواط ساعة من الكهرباء ويستهلك 35.52 مليار منها، بالإضافة لحوالي 8.3 مليارات متر مكعب من الغاز الطبيعي ويستهلك نفس الكمية منها، كما أنه يُصنّع جميع الوقود الأحفوري الذي يحتاجه. كما ورد في إحصائية من عام 2005 أن نسبة إنتاج النفط في اليوم تصل إلى 2.418 مليون برميل، ونسبة إحطياته من الغاز تصل إلى 1.572 ترليون متر مكعب، والاحتياطي من العملات الأجنبية والذهب 9.296 مليار دولار. وفي إحصائية أخرى من عام 2006، ظهر أن نسبة الاستهلاك المحلي للنفط تصل إلى 400,000 برميل باليوم، وفي سنة 2008 تبين أن نسبة تصديره تصل إلى 2.57 مليون برميل باليوم.
حلّت الكويت في المرتبة 64 في مؤشر الابتكار العالمي عام 2023، وتراجعت للمركز 71 في مؤشر 2024.

## تاريخ الاقتصاد الكويتي
يرجع تاريخ الاقتصاد الكويتي إلى القرن السابع عشر حين تأسست مدينة الكويت كميناء تجاري على ساحل الخليج العربي الأمر الذي ساهم في تحويل الكويت كمدينة تجارية لعبت دوراً هاماً في التجارة الإقليمية، وقد تواجدت في مدينة الكويت العديد من الأسواق التجارية الشهيرة والمكتظة بالتجار والمشترين، منها سوق الغربللي وسوق التجار وسوق المناخ وسوق واجف وسوق الحريم والعديد من الأسواق المتنوعة والمتخصصة في مجال معين شيدت في بدايات القرن العشرين، مثل: سوق الصراريف، سوق الخراريز، سوق الطيور، سوق الطحين، سوق الساعات، سوق الجت، سوق التمر.
كما امتهن الكويتيون قبل اكتشاف النفط مهنة الغوص على اللؤلؤ كمصدر لكسب لقمة العيش، وساهمت هذه المهنة في تأسيس الصناعة البحرية، فاشتهر الكويتيون بصناعة السفن والتي كانت تستعمل إمّا للتجارة وإما لأعمال الغوص، منها وأشهرها «البوم» و«السنبوك» و«الشوعي» والتي كانت تصنع من خشب الصاج المستورد من الهند.

## العملة الكويتية

### تاريخ العملة في الكويت

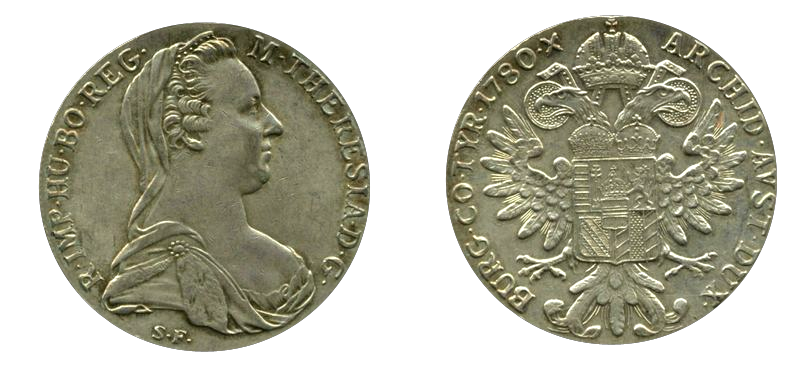
الريال النمساوي.

مرّ في تاريخ دولة الكويت عدد من العملات الأجنبية التي تم تداولها خلال فترات متقطعة ومتفرقة وذلك قبل إصدار العملة الرسمية الكويتية سنة 1960، أبرز تلك العملات هي الروبية الهندية كذلك تم تداول عملات أخرى بجانب الروبية مثل الليرة الذهبية العثمانية، الجنيه الإنجليزي الذهبي، والريال النمساوي (ماريا تيريزا) الذي كان يطلق عليه محلياً اسم الريال الفرنسي.

### الدينار الكويتي

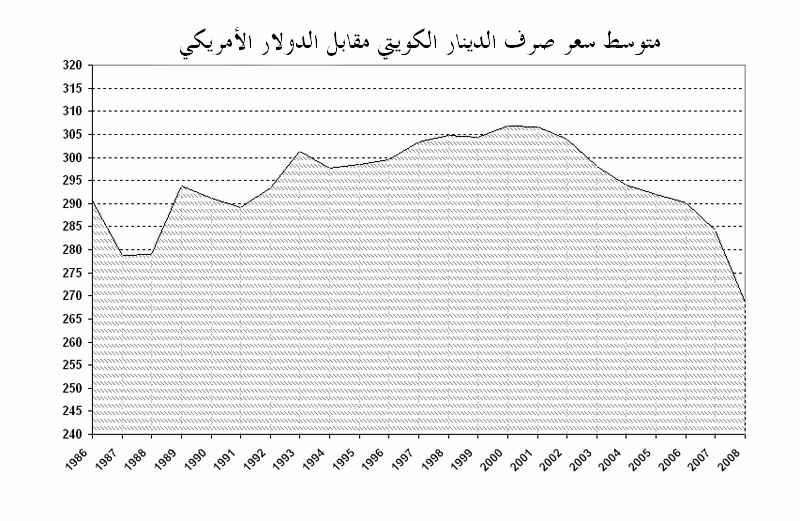
متوسط سعر صرف الدينار الكويتي مقابل الدولار الأمريكي (فلس).

الدينار الكويتي هو العملة الرسمية لدولة الكويت منذ 1960 خلفاً للروبية الهندية التي كانت مستخدمة. وقد أصدر بنك الكويت المركزي 6 إصدارات للعملة آخرها سنة 2014 وما زالت قيد الاستخدام، وقد تم إصدار أول فئة من فئة العشرين دينار في 9 فبراير 1986. يعتبر الدينار الكويتي صاحب أعلى سعر صرف في العالم. تقديراَ ليونيو 2008 يساوي سعر صرف الدينار الكويتي 3.78 دولار أمريكي و 2.4 يورو، ويعود سبب قوة سعر صرفه إلى تحديد سعر صرف الدينار الكويتي مقابل دولار الولايات المتحدة على أساس سلة من العملات العالمية الرئيسية التي تعكس العلاقات التجارية والمالية مع دولة الكويت.
عملة الكويت هي الدينار، ويتكون من 1000 فلس، وتنقسم الصكوك النقدية إلى ستة فئات وهي (ربع دينار، نصف دينار، دينار، خمسة دنانير، عشرة دنانير، عشرين دينار). كما أن العملات المعدنية لها 6 فئات (فلس واحد، 5 فلوس، 10 فلوس، 20 فلس، 50 فلس و 100 فلس). ويعتبر الدينار الكويتي صاحب أعلى سعر صرف في العالم ويساوي الدينار الواحد 3.5460 دولارًا أمريكيًا تقريبًا كما في 27 يناير 2011.

## نظرة عامة حول الاقتصاد الكويتي
بالرغم من صغر حجم دولة الكويت إلا أنها تمتلك احتياطيات نفط ضخمة تضعها في مقدمة الدول التي تمتلك احتياطيات نفط. كما استطاعت الدولة أن ترفع من مستوى الناتج المحلي الإجمالي طوال السنوات الفائتة بشكل ثابت ومتصاعد بالرغم من مرورها بعدة أزمات اقتصادية. وفي ما يلي جدول يوضح نظرة عامة حول الاقتصاد الكويتي:
| السنة | الناتج المحلي الإجمالي | صرف العملة مقابل الدولار | مؤشر التضخم (2000 = 100) | نصيب الفرد من الدخل (كنسبة مئوية من الدولار الأمريكي) |
| ----- | ---------------------- | ------------------------ | ------------------------ | ----------------------------------------------------- |
| 1980  | 7,764                  | 0.27 دينار كويتي         | 55                       | 171.08                                                |
| 1985  | 6,450                  | 0.29 دينار كويتي         | 68                       | 71.58                                                 |
| 1990  | 5,328                  | 0.29 دينار كويتي         | 80                       | 37.00                                                 |
| 1995  | 8,114                  | 0.29 دينار كويتي         | 92                       | 62.14                                                 |
| 2000  | 11,570                 | 0.30 دينار كويتي         | 100                      | 48.92                                                 |
| 2005  | 21,783                 | 0.29 دينار كويتي         | 108                      | 64.35                                                 |

### الناتج المحلي
تعد الكويت واحدة من أغنى الدول في العالم كما تعد القوة الاقتصادية للكويت عالية جداً مقارنة بدول العالم. وتعود أسباب تلك القوة الاقتصادية إلى نصيب الفرد المرتفع من الناتج المحلي الإجمالي الذي يعد مقياساً أساسياً يستخدم في تقييم القدرة والاستعداد على الدفع. وعلى امتداد السنوات الماضية منذ 2004–2008 بلغ نصيب الفرد من الناتج المحلي الإجمالي في الكويت لجهة القوة الشرائية قرابة 38 ألف دولار أمريكي بحسب صندوق النقد الدولي. وجاءت الكويت بالمرتبة الحادية عشرة على مستوى العالم ويماثل المعدل في هولندا وهونغ كونغ.

### الثروة والموارد الطبيعية
تمتلك الكويت رغم صغر مساحتها عدد من الموارد والثروات الطبيعية التي مكنتها منذ القدم على نشأت الحياة بها، من أهم تلك الموارد النفط الذي من خلاله حققت الكويت منذ العام المالي 1998/1999 وحتى 2008/2009 فوائض مالية في الميزانية السنوية نتيجة ارتفاع عائدات النفط والتي تشكل ما يقارب 80٪ من الإيرادات الحكومية. كما يوجد بالكويت ثلاث مصادر أساسية للمياه والثروة المائية وهي : مياه البحر المحلاة، المياه الجوفية، ومياه الصرف الصحي المعاد معالجتها. وتعد المياه الجوفية هي المصدر الطبيعي الوحيد أما بقية المصادر فهي قائمة بسبب تدخل الإنسان. بالإضافة لامتلاك واهتمام الكويت منذ القدم بثروتها السمكية والحيوانية والزراعية.
كما تملك الكويت خامس أكبر صندوق سيادي في العالم والذي تديره الهيئة العامة للاستثمار. ويعد هذا الصندوق -والذي يسمى أيضاً صندوق الأجيال القادمة- أقدم الصناديق السيادية في العالم حيث أنشئ عام 1953، ويملك ما يقارب 210 مليار دولار من الأصول (140٪ من الناتج المحلي).

### التصنيف
يحظى الاقتصاد الكويتي بتصنيف مرتفع مقارنة بالاقتصادات العالمية. فقد أشار تقرير وكالة موديز لخدمات المستثمرين الصادر في مارس 2009 إلى تصنيف القوة الاقتصادية للكويت والقوة المالية للحكومة ضمن الترتيب العالي جداً. وعزى التقرير هذا التصنيف إلى ارتفاع نصيب الفرد من الناتج الإجمالي وارتفاع صافي الأصول الخارجية، كما حظيت الكويت بتحقيق فوائض مالية عالية نتيجة ارتفاع أسعار النفط. ووضع التقرير القوة المؤسساتية وحساسية الاقتصاد تجاه الأحداث الخطرة ضمن التصنيف المعتدل.
تصنف الكويت في المرتبة 65 عالمياً في مؤشر الفساد. كما صنفت مؤشرات الحوكمة للبنك الدولي بين المركز 61 و 72 (فعالية الحكومة: 63 وجودة الجهاز التنظيمي: 61 وسيادة القانون: 71 ومكافحة الفساد: 72)
| تاريخ تصنيف الكويت حسب مؤسسة موديز | تاريخ تصنيف الكويت حسب مؤسسة موديز | تاريخ تصنيف الكويت حسب مؤسسة موديز | تاريخ تصنيف الكويت حسب مؤسسة موديز | تاريخ تصنيف الكويت حسب مؤسسة موديز | تاريخ تصنيف الكويت حسب مؤسسة موديز | تاريخ تصنيف الكويت حسب مؤسسة موديز | تاريخ تصنيف الكويت حسب مؤسسة موديز | تاريخ تصنيف الكويت حسب مؤسسة موديز |
| تاريخ التقييم                      | السندات والسندات متوسطة الأجل      | السندات والسندات متوسطة الأجل      | الودائع المصرفية                   | الودائع المصرفية                   | سندات الحكومة                      | سندات الحكومة                      | النظرة المستقبلية                  |                                    |
| ---------------------------------- | ---------------------------------- | ---------------------------------- | ---------------------------------- | ---------------------------------- | ---------------------------------- | ---------------------------------- | ---------------------------------- | ---------------------------------- |
| تاريخ التقييم                      | طويلة الأجل                        | قصيرة الأجل                        | طويلة الأجل                        | قصيرة الأجل                        | العملة الأجنبية                    | العملة المحلية                     | النظرة المستقبلية                  |                                    |
| يونيو 2009                         | Aa2                                | P-1                                | Aa2                                | P-1                                | Aa2                                | Aa2                                | سلبي                               |                                    |
| مارس 2009                          | Aa2                                | P-1                                | Aa2                                | P-1                                | Aa2                                | Aa2                                | مستقر                              |                                    |
| يوليو 2007                         | Aa2                                | P-1                                | Aa2                                | P-1                                | Aa2                                | Aa2                                | مستقر                              |                                    |
| أكتوبر 2006                        | Aa2                                | P-1                                | Aa3                                | P-1                                | Aa3                                | Aa3                                | مستقر                              |                                    |
| سبتمبر 2006                        | Aa3                                | P-1                                | A2                                 | P-1                                | A2                                 | A2                                 | مستقر                              |                                    |
| مايو 2006                          | Aa3                                | P-1                                | A2                                 | P-1                                | A2                                 | A2                                 | مستقر                              |                                    |
| فبراير 2006                        | A2                                 | P-1                                | A2                                 | P-1                                | A2                                 | A2                                 | إيجابي                             |                                    |
| مايو 2002                          | A2                                 | P-1                                | A2                                 | P-1                                | A2                                 | A2                                 | مستقر                              |                                    |
| نوفمبر 1999                        | Baa1                               | P-2                                | Baa1                               | P-2                                | Baa1                               | Baa1                               | إيجابي                             |                                    |

### النمو الاقتصادي والتضخم
شهد الاقتصاد الكويتي معدل نمو مرتفع خلال معظم العقد الأخير نتيجة لارتفاع أسعار النفط، فتراوحت معدلات النمو بين 5.3% عام 2003 و 8.1% عام 2004 و 6.5% عام 2006 و 5.5% في عام 2007 إلا أن معدل النمو انخفض في عام 2008 نتيجة لتأثر الكويت بالأزمة المالية العالمية ليصل إلى 3% ويتوقع أن يواصل انخفاضه في عام 2009 ليصل إلى 1.5%.
ولازم ارتفاع معدلات النمو ارتفاع مشابه لمعدل التضخم حتى إنه وصل لمستويات قياسية لم تشهدها الكويت منذ 25 سنة، حيث بلغ معدل التضخم في ديسمبر 2007 10.4% مقارنة بنفس الفترة في العام السابق. وللحد من ارتفاع التضخم قام بنك الكويت المركزي بفك ارتباط الدينار الكويتي بالدولار القائم منذ 2003 وربط سعر صرف الدينار الكويتي بسلة موزونة وخاصة من عملات الدول التي ترتبط بعلاقات تجارية ومالية مؤثرة مع دولة الكويت. ونتيجة للسياسات النقدية في الكويت وانخفاض أسعار السلع العالمية انخفض معدل التضخم ليصل إلى 9% -على أساس مقارنة سنوية- في ديسمبر 2008.

## القوى العاملة
بلغت نسبة البطالة في الكويت لأدنى مستوياتها في بدايات عام 2009 لتصل إلى 4,5%. وجاء هذا الانخفاض نتيجة إتاحة الحكومة المزيد من الفرص الوظيفية للعمالة الوطنية بالقطاع الخاص من خلال قانون دعم العمالة الوطنية لعام 2000. تشغل معظم القوى العاملة الكويتية القطاع الحكومي بواقع 262,691 موظف، وما يقارب 78% من مجموع القوى العاملة في عام 2008. بينما يشغل 16,9% من الكويتيون وظائف في القطاع الخاص بواقع 56,955 موظف وهذا الرقم هو ثلاث أضعاف عدد الموظفين في القطاع الخاص عام 2000 عند تطبيق قانون دعم العمالة الوطنية، ولكن يظل هذا الرقم صغيرًا إذا ما قورن بـ 1,120,608 موظف غير كويتي في القطاع الخاص.

## القطاعات الاقتصادية في الكويت
يمكن تقسيم الاقتصاد الكويتي إلى عدد من القطاعات المؤثرة به، وهي :

### القطاع المصرفي والمالي
يعتبر القطاع المصرفي أحد أعمدة الاقتصاد الكويتي متمثلاً بعدد من البنوك المحلية وعدد آخر من البنوك الغير كويتية جميعهم يخضعون لرقابة وإشراف بنك الكويت المركزي.
كانت الكويت منذ القدم تعد مركزاً مالياً مهماً في المنطقة، مما دعا المستثمرون البريطانيون إلى تأسيس أول بنك أجنبي في الكويت وهو البنك البريطاني للشرق الأوسط، والذي تم إيقافه وتحويله إلى بنك الكويت والشرق الأوسط بعد سن قانون يمنع مزاولة البنوك الأجنبية للأنشطة المصرفية في الكويت عام 1971 ليصبح بنك محلي 100%. أما أول بنك محلي رسمياً فهو بنك الكويت الوطني وقد تم تأسيسه كأول بنك كويتي وخليجي عام 1952 في عهد الشيخ عبد الله السالم الصباح الذي بارك ودعم لهم الفكرة، وزاول البنك في بداياته أعمالا مصرفية بسيطة وبدائية تتلخص في الاعتمادات التجارية، وتبادل العملات، وحوالات مصرفية بسيطة، وإيداعات وسحوبات.
كما يحسب للكويت دور الريادة بجانب دبي في إنشاء ثاني بنك إسلامي يعمل وفق أحكام الشريعة الإسلامية في منطقة الخليج العربي والأول من نوعه في الكويت وهو بيت التمويل الكويتي وذلك في عام 1977. كما تعد تجربة شركة المزيني للصيرفة التي تأسست عام 1942 كأول شركة في الكويت للقيام بأعمال الصيرفة  أحد أبرز التجارب الناجحة. وكل هذه التجارب أقيمت وتمت إدارتها من قبل الأيدي العاملة المحلية، وما زالت هذه المؤسسات قائمة حتى الوقت الحالي لثبت مدى عراقة وفاعلية ومتانة القطاع المصرفي والمالي في الكويت والقدرة الإدارية العالية لدى الكوادر المحلية منذ القدم.
يمثل القطاع المصرفي في الكويت اليوم، مرتبة بحسب تاريخ التأسيس:

#### البنوك المحلية
| - 1952 : بنك الكويت الوطني - 1960 : بنك الخليج - 1960 : البنك التجاري الكويتي - 1967 : البنك الأهلي الكويتي - 1971 : البنك الأهلي المتحد ( أصبح بنك إسلامي من منتصف عام 2010، وهو بنك الكويت والشرق الأوسط سابقا ) | - 1973 : بنك الكويت الدولي (أصبح بنك إسلامي عام 2007 - وهو البنك العقاري سابقاً) - 1975 : بنك برقان - 1977 : بيت التمويل الكويتي (بنك إسلامي) - 2004 : بنك بوبيان (بنك إسلامي) - 2009 : بنك وربة (بنك إسلامي) |

#### البنوك الحكومية
- 1965 : بنك التسليف والادخار
- 1968 : بنك الكويت المركزي
- 1973 : بنك الكويت الصناعي
- 1973 : بنك الكويت الزراعي

#### البنوك المشتركة والأجنبية
| - 1971 : بنك الكويت والبحرين - 1976 : البنك الأردني الكويتي - 2005 : إتش إس بي سي - 2005 : بي إن بي باريبا - 2006 : بنك أبوظبي الوطني | - 2006 : ستي بنك - 2007 : بنك قطر الوطني - 2008 : بنك الدوحة - 2008 : بنك مسقط - 2010 : مصرف الراجحي |

#### القطاع المصرفي الإسلامي
تعمل في الكويت أربعة بنوك إسلامية وهي بيت التمويل الكويتي وبنك الكويت الدولي وبنك بوبيان والبنك الأهلي المتحد، بالإضافة إلى بنك واحد تحت التأسيس وهو بنك وربة، كما هناك بعض البنوك بصدد تحويل معاملاتها المصرفية من النظام التقليدي إلى الإسلامي كبنك الكويت التجاري. ويعد النظام المصرفي الإسلامي الأكثر نمواً في الكويت بمعدل نمو بلغ 23.2% في الفترة ما بين عاميّ 2002 و2008 مقارنة بحوالي 14.3% للنظام المصرفي التقليدي. بينما بلغ مجموع الإصول للبنوك الإسلامية ما نسبته 29% من مجموع الأصول المصرفية في الكويت وتضع هذه النسبة الكويت في المرتبة الثالثة بين دول الخليج العربي بعد كل من السعودية (35%) والبحرين (29.9%).

### قطاع النفط والطاقة

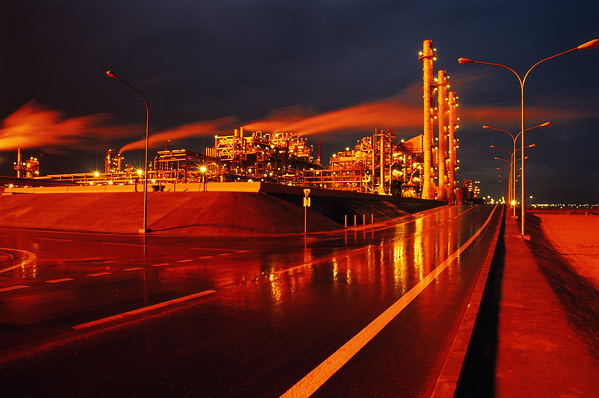
مصفاة نفط ميناء الأحمدي أكبر مصافي الكويت.

يعد قطاع الصناعة النفطية أهم وأكبر الصناعات والصادرات في الكويت حيث يغطي هذا القطاع وحده ما يقارب نصف الناتج المحلي الإجمالي. وتقدر احتياطيات النفط في الكويت بـ104 مليار برميل (أي ما يعادل 10% من احتياطي النفط في العالم). لذلك فقد اهتمت دولة الكويت بهذا المصدر وهذه الصناعة منذ اكتشاف النفط في الكويت عام 1938 وإصدار أول شحنة نفطية عام 1946.
تهيمن الدولة ممثلة بعدة جهات حكومية متخصصة على قطاع النفط، وهذه الجهات تعمل بالتنسيق المستمر فيما بينها وطبقاً لقوانين ولوائح رسمية تحدد طبيعة كل جهة، وهذه الجهات هي:
- المجلس الأعلى للبترول.
- وزارة الطاقة.
- مؤسسة البترول الكويتية.
- شركة نفط الكويت.
- شركة البترول الوطنية الكويتية.
- شركة صناعة الكيماويات البترولية.
- شركة ناقلات النفط الكويتية.
- الشركة الكويتية لتزويد الطائرات بالوقود.
- الشركة الكويتية للاستكشافات البترولية الخارجية.
- شركة البترول الكويتية العالمية.
- الشركة الكويتية لنفط الخليج.
- شركة التنمية النفطية
- شركة خدمات القطاع النفطي

تتمثل الصادرات النفطية الكويتية في: النفط الخام، المنتجات النفطية، غاز البترول المسال، الأسمدة الكيماوية، الملح، والكلورين.
أما من ناحية الاستهلاك المحلي للطاقة والمنتجات النفطية فتعتبر دولة الكويت من الدول التي تتميز بارتفاع مستويات استهلاك الطاقة وزيادة معدلات نموه بشكل مستمر سنوياً. حيث يستحوذ قطاع الكهرباء على ما يقارب 54% من إجمالي الطاقة المستهلكة والبقية موزعة على قطاع النفط (27%) والموصلات (18%) والاستخدام المنزلي (9%) وذلك في عام 2002.
كما تسيطر الدولة بالكامل على قطاعي الكهرباء والماء من خلال وزارة الطاقة، حيث توفر الدولة هذه الخدمة مقابل مبلغ رمزي لكل القاطنين (المواطنين والمقيمين) والمؤسسات والمصانع على أرض الكويت.

### قطاع الاستثمار وسوق الأوراق المالية

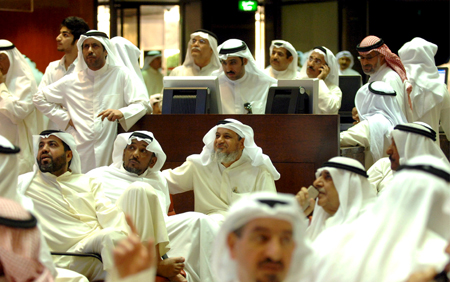
متداولون في بورصة الكويت.

يعد سوق الكويت للأوراق المالية أقدم الأسواق المالية وثاني أكبر سوق من حيث القيمة السوقية في منطقة الخليج العربي. حيث تقدر القيمة السوقية للسوق بـ 35.33 مليار دينار كويتي في نهاية شهر يونيو 2009.
ويضم سوق الكويت للأوراق المالية 46 شركة استثمارية مدرجة من مجموع 99 شركة استثمارية كويتية. وبلغت قيمة استثمارات الشركات الكويتية في يناير 2009 حوالي 20.8 مليار دينار كويتي. وكان قطاع الاستثمار أكبر المتضررين من الأزمة المالية العالمية حيث قدرت خسائر القطاع بين أغسطس 2008 ويناير 2009 بـ 9.2 مليار دينار كويتي.
ولا يقتصر عمل الشركات الكويتية على العمل في سوق الكويت فقط بل يمتد عملها إلى الدول العربية والأجنبية، فعلى سبيل المثال، تبلغ قيمة استثمارات الشركات الكويتية في مصر حوالي 3 مليارات جنيه مصري وفي الأردن 8 مليارات دولار وفي سوريا 6 مليارات دولار ولبنان 1.8 مليار دولار.

#### ريادة الأعمال
في السنوات الخمس الماضية، كان هناك ارتفاع كبير في ريادة الأعمال والشركات الصغيرة الناشئة في الكويت، كما أن القطاع غير الرسمي آخذ في الارتفاع. يرجع ذلك أساسًا إلى شعبية أعمال إنستغرام. يستخدم العديد من رواد الأعمال الكويتيين نموذج الأعمال القائم على إنستغرام.

### قطاع الصناعة
القطاع الصناعي هو أحد القطاعات الرئيسية في الاقتصاد الكويتي، ويتلقى هذا القطاع دعما كبيرا من الحكومة الكويتية التي اتخذت عددا من الإجراءات للدفع قدماً بهذا القطاع. فتم تأسيس بنك الكويت الصناعي عام 1973 ليقدم الدعم المالي والائتماني للمشروعات الصناعية. كما تهدف الهيئة العامة للصناعة إلى تطوير ودعم القطاع الصناعي الكويتي، كما تقوم بتخصيص مواقع الأراضي الصناعية وتجهيز البنية الأساسية لهذه المواقع وتهيئة ما يلزم من خذمات صناعية. وعلى الرغم من أهمية قطاع الصناعة التحويلية إلا أن مساهمته في الناتج الإجمالي لا تتعدى -في عام 2007- نسبة 5%، وحوالي 10% من الناتج المحلي غير النفطي. وتمثل الصناعات الكيماوية 34.6% من إجمالي الصناعات التحولية ويليها الصناعات المعدنية المصنعة بنسبة 22%، ويقدر الناتج المحلي للصناعة التحويلية بـ 831.4 مليون دينار كويتي لعام 2007. وبلغ عدد المنشآت الصناعية في آخر إحصاء لوزارة التخطيط عام 2004 حوالي 5,400 منشأة صناعية (لا تشمل منشآت القطاع النفطي). ووصل عدد قوة العمل الكويتية في النشاط الصناعي عام 2012 إلى 7,997 كويتي وتمثل نسبة 10% من إجمالي قوة العمل الكويتية (شاملا قطاع تكرير النفط).
ولم يقتصر دعم الحكومة على الصناعات الحديثة بل شمل الحرفيين والصناعات التقليدية كصناعة السدو وصناعة السفن الكويتية في عدد من المشروعات كمشروع رعاية الحرفي الكويتي وحاضنة الشويخ الحرفية والشركة الوطنية لتطوير المشروعات الصغيرة.

### قطاع الخدمات
يضم قطاع الخدمات 57 شركة مدرجة في سوق الكويت للأوراق المالية. وتعمل هذه الشركات في عدد كبير من المجالات منها التعليمية وخدمات الاتصالات والطيران والنقل. وحقق هذا القطاع أرباحاً تقدر بـ 133.15 مليون دينار كويتي خلال الربع الأول من العام 2009.

### القطاع التجاري
بلغت نسبة مساهمة قطاع تجارة الجملة والتجزئة في الناتج المحلي الإجمالي (غير النفطي) بمتوسط 8.5% خلال الفترة من 2002 و2006. إلا أن التجارة الخارجية تعاني من خلل واضح حيث يمثل تصدير النفط حوالي 90% من إجمالي قيمة الصادرات.

### القطاع العقاري
| قيمة الصفقات العقارية السنوية في الكويت الأعوام 1997 - 2008 مليون دينار كويتي | قيمة الصفقات العقارية السنوية في الكويت الأعوام 1997 - 2008 مليون دينار كويتي |
| ----------------------------------------------------------------------------- | ----------------------------------------------------------------------------- |
| السنة                                                                         | القيمة                                                                        |
| 1997                                                                          | 1,547                                                                         |
| 1998                                                                          | 1,583                                                                         |
| 1999                                                                          | 1,239                                                                         |
| 2000                                                                          | 1,099                                                                         |
| 2001                                                                          | 1,405                                                                         |
| 2002                                                                          | 2,286                                                                         |
| 2003                                                                          | 2,828                                                                         |
| 2004                                                                          | 2,759                                                                         |
| 2005                                                                          | 2,231                                                                         |
| 2006                                                                          | 2,729                                                                         |
| 2007                                                                          | 4,447                                                                         |
| 2008                                                                          | 2,790                                                                         |

ساهم القطاع العقاري بحوالي 7% من الناتج المحلي الإجمالي في عام 2007 بقيمة إجمالية تقدر بـ 4,447 مليون دينار كويتي. إلا أن هذا المعدل انخفض في عام 2008 ليبلغ 2,790 مليون دينار نتيجة إصدار القانونين رقم 8 و 9 للعام 2008،  وقد حظر هذين القانونين علي الشركات المساهمة أن تتعامل مع المساكن الخاصة، سواء من خلال التمويل، أو الاستحواذ، أو البيع، أو الرهن العقاري. وهدف القانونين إلى الحد من الارتفاع الكبير في أسعار العقار إلا أنهما سببا في انخفاض كبير في سوق العقارات السكنية والتي تمثل العماد الذي يقوم عليه سوق العقار الكويتي. فرصد انخفاض يقدر بـ 32% في قيمة الصفقات العقارية بين العام 2007 و2008. إلا أن القطاع العقاري بدأ بالانتعاش في عام 2009 وبلغت قيمة التداولات العقارية في مايو 2009 ما يقارب 115 مليون دينار كويتي.

### قطاع الزراعة والثروة الحيوانية
يساهم القطاع الزراعي -شامل الإنتاج النباتي والحيواني والسمكي- بمقدار 118.2 مليون دينار وبنسبة 00.04% من الناتج المحلي الإجمالي عن السنة المالية 2005/2006. وفي عام 2017، مثلت الزراعة بالإضافة إلى مصايد الأسماك حوالي 0.4% من الناتج المحلي الإجمالي، لكنها لا توفر مصدرًا مهمًا للتوظيف، ويعمل حوالي 4% من السكان النشطين اقتصاديًا في الزراعة، وجميعهم تقريبًا من الأجانب، وغالبية مالكي المزارع هم من المستثمرين. تعتبر المساحة الزراعية في الكويت صغيرة نسبياً نظراً لمناخ الكويت الصحراوي الحار، ولكن ذلك لم يمنع من تطور القطاع الزراعي ليلبي ولو جزء من الحاجة السكانية للغذاء حيث بلغت نسبة الاكتفاء الذاتي من الإنتاج المحلي لأهم المنتجات النباتية 58% طبقا لإحصائيات عام 2004. وتنتشر في الكويت 4,545 مزرعة بمساحة إجمالية تقدر بـ 134,535 دونم (إحصاء 2006) موزعة على ثلاث مناطق رئيسية وهي العبدلي والوفرة والصليبية. وغطت الأراضي الزراعية حوالي 1،521 كيلومتر مربع في عام 2014.  ويتركز مساحة الإنتاج الزراعي في الخضراوات الورقية والأعلاف ويليها إنتاج البقوليات والدرنات والجذور والبصليات.
على الرغم من التطور في الإنتاج الحيواني إلا الكويت لا تزال تعاني من نقص شديد في إنتاج كل من اللحوم الحمراء، ومنتجات الألبان، واللحوم الداجنة، حيث لم تتعد نسب الاكتفاء الذاتي بهذه المنتجات 6% و19% و36% على التوالي طبقا لإحصائيات عام 2004. ويقدر حجم قطيع الأبقار في الكويت 16114 رأس في عام 2007 بإنتاج يبلغ 42 طن من الحليب سنوياً. وتقع معظم مزارع الأبقار والتي تقدر بـ 41 مزرعة في منطقة الصليبية. أما بالنسبة للدواجن، ففي الكويت ما يقارب 3 ملايين طير داجن موزعين على 17 مزرعة لإنتاج الدجاج اللاحم والبياض يقع معظمها في منطقة الشقايا. وبلغ عدد الأغنام والإبل في الكويت 390 ألف و 5 آلاف رأس على التوالي.
الزراعة محدودة بسبب نقص المياه والأراضي الصالحة للزراعة، فجربت الحكومة زراعة الغذاء من خلال الزراعة المائية وتقديم الدعم الحكومي المالي للقطاع الزراعي. كما توفر الحكومة الكويتية الأراضي والمواد الزراعية وتأمين الخدمات الآلية والإرشادية وتقديم القروض الزراعية. ومع ذلك، فقد دُمرت معظم الأراضي الصالحة للزراعة في جنوب وسط الكويت عندما أضرمت القوات العراقية النار في آبار النفط في المنطقة وخلقت بحيرات نفطية شاسعة. وتتوافر الأسماك والروبيان في المياه الإقليمية، ويتم الصيد التجاري على نطاق واسع محليًا.

### قطاع النقل

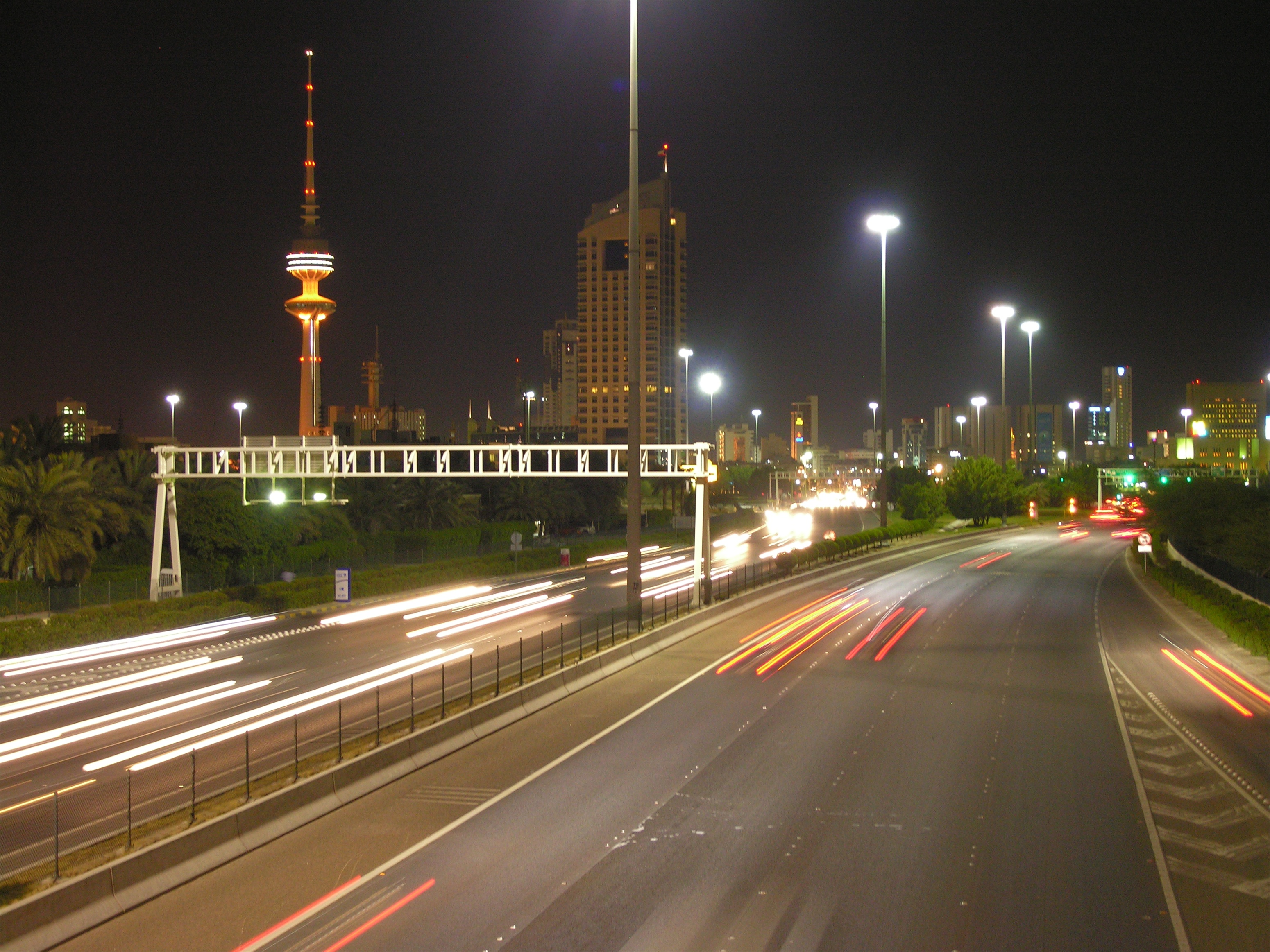
طريق سريع في مدينة الكويت

الكويت لديها شبكة واسعة وحديثة من الطرق السريعة. الطرق ممتدة على نحو 5,749 كـم (3,572 ميل)، منها 4,887 كـم (3,037 ميل) مُعبد. هناك أكثر من 2 مليون سيارة ركاب و 500،000 سيارة أجرة تجارية وحافلة وشاحنة قيد الاستخدام. السرعة القصوى على الطرق السريعة الرئيسية 120 كم/س (75 ميل/س). نظرًا لعدم وجود نظام سكك حديدية في البلاد، يسافر معظم الناس بالسيارات.
تتكون شبكة النقل العام في البلاد بالكامل تقريبًا من مسارات الحافلات. تأسست شركة النقل العام الكويتية المملوكة للدولة في عام 1962، وهي تدير مسارات الحافلات المحلية عبر الكويت بالإضافة إلى خدمات مسافات أطول لدول الخليج الأخرى. شركة الحافلات الخاصة الرئيسية هي سيتي باص، التي تدير حوالي 20 مسارًا عبر البلاد.  تأسست شركة حافلات خاصة أخرى، وهي شركة رابطة الكويت والخليج للنقل، في عام 2006. وهي تدير خطوط حافلات محلية عبر الكويت وخدمات مسافات أطول إلى الدول العربية المجاورة.
يوجد مطاران في الكويت. يعتبر مطار الكويت الدولي مركز رئيسي للسفر الجوي الدولي. الخطوط الجوية الكويتية المملوكة للدولة هي أكبر شركة كيران في البلاد. يُستخدم جزء من مجمع المطار لقاعدة المبارك الجوية، والتي تحتوي على مقر القوات الجوية الكويتية، وكذلك متحف القوات الجوية الكويتية. في عام 2004، تم إطلاق أول شركة طيران خاصة كويتية، وهي طيران الجزيرة. في عام 2005، تأسست شركة الخطوط الوطنية الكويتية وهي ثاني شركة طيران خاصة في الكويت.
الكويت لديها واحدة من أكبر صناعات الشحن في المنطقة. تدير الهيئة العامة للموانئ الكويتية الموانئ وتشغلها في جميع أنحاء الكويت. الموانئ التجارية الرئيسية في البلاد هي الشويخ والشعيبة اللتان ناولتا معًا شحنات تبلغ 753،334 حاوية في عام 2006. ميناء الأحمدي، أكبر ميناء في البلاد، يتعامل مع معظم صادرات النفط الكويتية. بدأ بناء ميناء رئيسي آخر يقع في جزيرة بوبيان في عام 2007. ومن المتوقع أن يتعامل الميناء مع 1.3 مليون حاوية عند بدء التشغيل.

### قطاع السياحة
استثمرت الكويت في عام 2009 ما يقارب مليار دينار كويتي في مجال السياحة، إلا أن هذا المبلغ يعتبر منخفضاً مقارنة بقيمة الاستثمار المحلي الإجمالي في ذلك العام. وَعَانَ قطاع السياحة في الكويت من العديد من العراقيل التي تحد من تطوير القطاع، واحتلت الكويت في ذلك العام المركز 95 بين 133 دولة من حيث النشاط السياحي.
وفي عام 2015 مثلت السياحة 1.5% من الناتج المحلي الإجمالي. وحققت السياحة ما يقرب من 500 مليون دولار من العائدات في عام 2016. يستقطب مهرجان «هلا فبراير» السنوي العديد من السائحين من دول مجلس التعاون الخليجي المجاورة، ويشمل مجموعة متنوعة من الأحداث بما في ذلك الحفلات الموسيقية والاستعراضات والكرنفالات. المهرجان هو إحياء لذكرى تحرير الكويت، ويستمر من 1 إلى 28 فبراير. يُحتفل بيوم التحرير نفسه في 26 فبراير.

### القطاعات الأخرى
يضم الاقتصاد الكويتي عددًا من القطاعات الأخرى والتي تساهم ولو بشكل بسيط في الناتج المحلي الإجمالي. وتشمل هذه القطاعات على التأمين والسياحة والرعاية الصحية والإعلام والترفيه والأغذية.
يعتبر قطاع التأمين هو الأعرق في منطقة الخليج العربي. ويرجع تاريخه إلى إنشاء شركة الكويت للتأمين عام 1960. وتعمل في الكويت حالياً 26 شركة تأمين منها 19 شركة كويتية (11 منها وفق نظام التأمين التكافلي) و 8 شركات عربية و 3 شركات أجنبية. وشكلت الشركات الكويتية ما يقارب 86% سوق التأمين في العام 2006، ويبلغ مجموع ما حققته من أقساط مباشرة 153.5 مليون دينار. إلا أن قطاع التأمين تأثر جراء الأزمة المالية العالمية وشهدت الشركات انخفاضاً يتراوح بين 10 و 20% من إجمالي الأقساط.
وتشكل القطاعات المتبقية حصة أصغر في السوق الكويتي. فحقق قطاع الأغذية -على سبيل المثال- أرباحاً تقدر بـ 58 مليون دينار عن النصف الأول من عام 2007، وتعتبر الشركة الكويتية للأغذية أقدم وأكبر شركات الأغذية الكويتية.

## عيوب الاقتصاد الكويتي

### الدخل

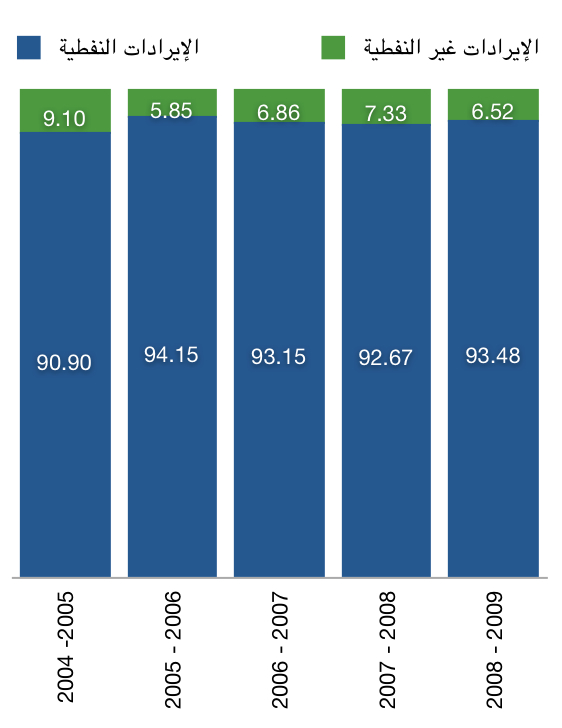
رسم بياني يوضح نسب إيرادات دولة الكويت بين 2004 - 2009.

تكمن أكبر عيوب الاقتصاد الكويتي في اعتماده على مصدر دخل رئيسي وحيد، حيث تشكل مدخولات النفط حوالي 95% من الإيراد الإجمالي للدولة. ففي عام 2008 بلغت قيمة الصادرات النفطية 22.2 مليار دينار من أصل 23.3 مليار دينار هي مجمل الصادرات. تعتبر الكويت أكثر اقتصاد في الشرق الأوسط يعتمد على النفط باستثناء العراق، ويضع هذا الاعتماد الكبير على مداخيل النفط في الاقتصاد الكويتي عرضة للتذبذب حسب أسعار النفط العالمية ومعرض للتباطؤ متى مانخفضت أسعار النفط. وعلى الرغم من وجود محاولات لتنويع مصادر الدخل، إلا أن مساهمة القطاعات غير النفطية لم تتجاوز 9% ـبأفضل حال- منذ عام 2004. ويضع تصنيف ستاندرد أند بورز الكويت في أقل مراتب التنويع الاقتصادي.

### القوى العاملة
تتركز معظم القوى العاملة في القطاع الحكومي مما يشكل عبئ على الدولة، ونظراً لوقوع حوالي نصف الكويتيين تحت سن الخامسة عشر فعلى الدولة تهيئة المناخ اللازم لتوفير عدد وظائف خلال ال15 سنة القادمة يفوق الوظائف التي توفرت خلال ال60 عاماً مضت.

### الاستثمار والصناعة
يعاني كل من قطاعي الاستثمار والصناعة عدد من المعوقات التي تحد من تطوره في الكويت. أحد أهم المعوقات هو صعوبة ممارسة الأعمال والبيروقراطية في إنشاء الشركات مما يفقد الكويت التنافسية في إنشاء وسط مشجع للاستثمار مقارنة بالدول المجاورة. كما تساهم تعقيدات الدخول للكويت والقصور التشريعي في قوانين الشركات إلى جعل الاقتصاد الكويتي طارداً للاستثمارات الأجنبية، فحلت الكويت في المرتبة الأخيرة بين دول الخليج العربي من حيث قيمة التدفق النقدي الأجنبي، وتقدر قيمة الأموال المهاجرة من الاقتصاد الكويتي ب6 مليارات دولار في عام 2010 مما يجعل الكويت الدولة الوحيدة في منطقة الشرق الأوسط وشمال أفريقيا التي تعاني من تدفق سلبي للاستثمارات الأجنبية المباشرة. كما يواجه القطاع الصناعي مشاكل في تنظيم القطاع وعدم توفر الأراضي الصناعية المناسبة.

## أبرز الأزمات الاقتصادية
لحقت بالكويت ثلاث أزمات تسببت بانهيار الاقتصاد الكويتي وبفترات قياسية، وهي:

### 1982 - أزمة سوق المناخ
تأسس سوق المناخ كسوق غير رسمي لتداول أسهم الشركات الخليجية والكويتية غير المدرجة في سوق الكويت للأوراق المالية، ونظراً لضعف الرقابة الرسمية الفعالة اتخذت إجراءات المضاربة أسلوباً مختلفاً يعتمد على الثقة المتبادلة بين الأشخاص عن طريق البيوع الآجلة أو المستقبلية. ونظراً للربح السريع من خلال البيوع الآجلة وغياب الرقابة استقطب سوق المناخ أعداد كبيرة من المستثمرين حتى أصبح سوق الكويت في الترتيب الثامن عالمياً من حيث حجم التداول، كما تعدى التداول في بعض الأسابيع بسوق الكويت حجم التداول في بورصة لندن.
ومع استمرار المضاربات عن طريق البيع الآجل ارتفعت أسعار الأسهم بشكل مبالغ فيه حتى بلغت ما يقارب 400% من قيمتها الدفترية. إلا أن الاعتماد الكبير على البيوع الآجلة أدى إلى ترابط المستثمرين بشيكات تستحق بعد فترة من الزمن. وعندما تخلف بعضهم عن السداد في الوقت الاستحقاق هوت أسعار الأسهم وتخلف عدد أكبر من السداد. وقد بلغ عدد الشيكات والمعاملات 28815 شيكاً آجلاً قيمتها حوالي 26,7 مليار دينار كويتي تخص 6031 متعاملاً، ويمثل المبلغ أكثر من أربعة أمثال الناتج المحلي الإجمالي للكويت وقتها.

### 1990 - الغزو العراقي
قام الجيش العراقي في أواخر فترة احتلاله للكويت بحرق أكثر من 727 بئر نفطي من أصل 1080 بئراً كويتياً. وقدر قيمة المفقود من النفط والغاز الطبيعي من تلك الآبار بحوالي 120 مليون دولار يومياً. وأدى ذلك إلى فقد قيمة النفط المحروق كما فقد قيمة غير محققة ناتجة عن وقف الإنتاج. كما أن تكاليف إعادة إعمار القطاع النفطي قاربت 80 مليار دولار حسب تقديرات وزارة المالية الكويتية. كما تعرضت مؤسسات ومنشآت حكومية للتدمير ونجم عن ذلك خسائر بمليارات الدولارات. وقد قدر الكونغرس الأمريكي كلفت حرب تحرير الكويت بـ 61.1 مليار دولار قامت الكويت والمملكة العربية السعودية واليابان وألمانيا بتحملها.

### 2008 - الأزمة المالية العالمية

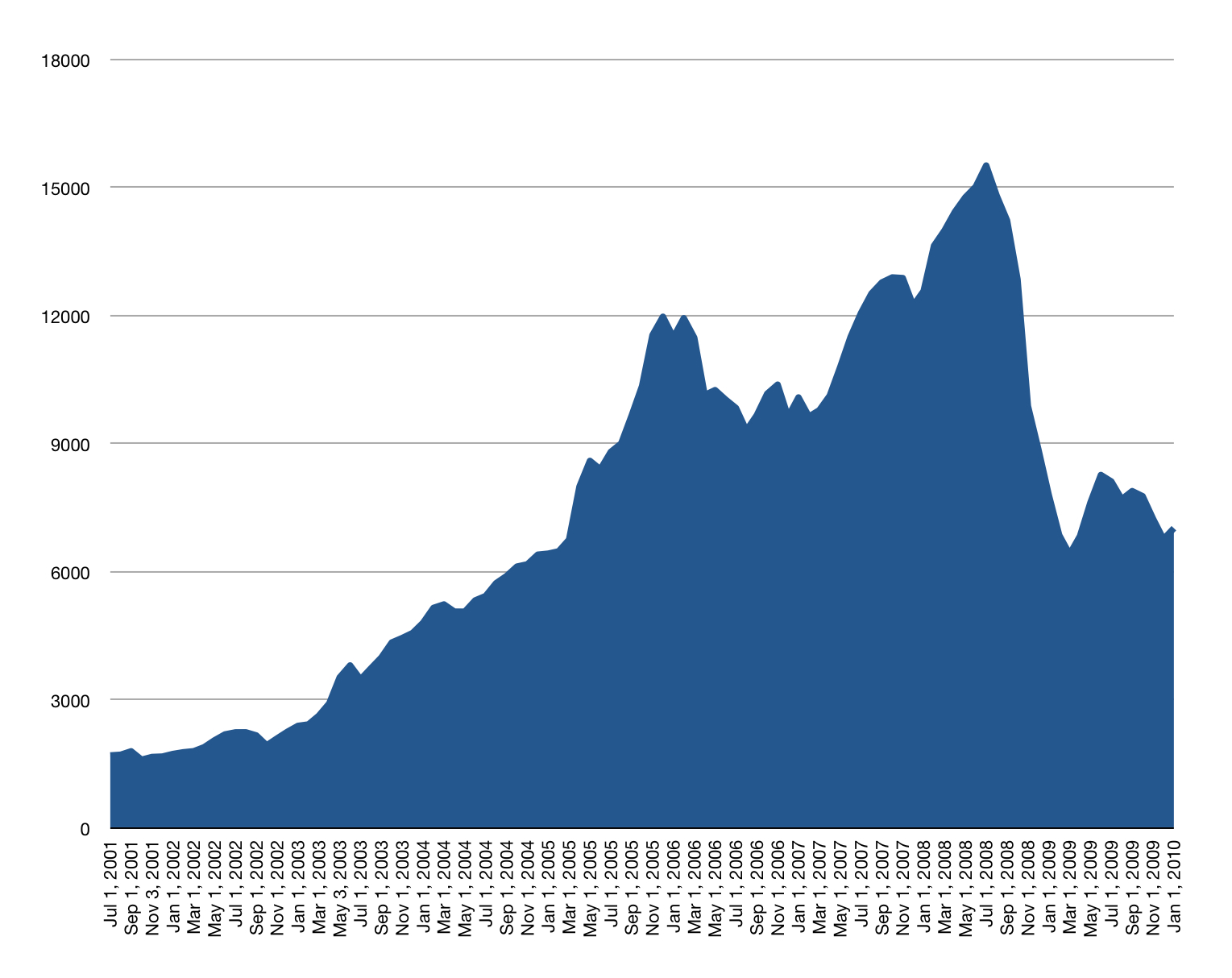
مؤشر سوق الكويت للأوراق المالية للفترة بين 2001 - 2009، ويلاحظ انخفاض مستوى المؤشر بشكل كبير جراء الأزمة.

تأثرت الكويت كسائر الدول بآثار الأزمة المالية العالمية. وكان أكبر نتائجها على الكويت هو انخفاض أسعار النفط والذي له تأثير كبير على الحالة المالية للدولة. كما تأثر قطاع شركات الاستثمار بشكل كبير نتيجة لفقدان الثقة والعامل النفسي لدى المستثمرين، وعانت بعض شركات الاستثمار عندما بدأت مطالبة بعض البنوك العالمية بالتسديد المبكر لبعض القروض قصيرة الأجل ورفض التجديد لها.
على الرغم من حجم الأزمة لم تتأثر بها البنوك المحلية بشكل كبير وذلك للانكشاف المحدد للبنوك العالمية والطبيعة المتحفظة للبنوك في الاستثمار في سوق الأسهم. وفي سبيل احتواء الأزمة قامت الحكومة الكويتية بإقرار قانون الاستقرار المالي والذي بموجبه تضمن الحكومة 50% من قيمة القروض الجديدة للمؤسسات الاستثمارية لتشجيع الدعم المالي للشركات المتعثرة. كما قام بنك الكويت المركزي بخفض سعر الفائدة على الدينار بواقع 25 نقطة لتشجيع الإقراض.

## دور الكويت الاقتصادي عربيًا وعالميًا
تم إنشاء الصندوق الكويتي للتنمية الاقتصادية العربية عام 1961 كمؤسسة كويتية تعنى بتوفير وإدارة المساعدات المالية والتقنية للدول النامية. وكان نشاط الصندوق مقتصر على تقديم المعونة الاقتصادية للدول العربية، حتى عام 1974 عندها امتد نشاطه ليشمل جميع دول العالم النامي. ويبلغ رأس مال الصندوق 2000 مليون دينار كويتي. وقد أدار الصندوق 758 مشروعاً بقيمة إجمالية تبلغ 4,221.042 مليون دينار كويتي، منها 291 مشروعاً في الدول العربية بقيمة 2,310.348 مليون دينار كويتي. وتركزت معظم مشاريع الصندوق على قطاعات الزراعة والري والنقل والاتصالات والطاقة والصناعة والمياه والصرف الصحي ثم أضيفت إليها القطاعات الاجتماعية لتشمل العمليات الأبنية التعليمية والصحية.
كما تبنت الكويت إقامة أول مؤتمر اقتصادي عربي في 19 يناير 2009. وقد هدفت القمة العربية الاقتصادية والتنموية والاجتماعية في تعزيز التكامل الاقتصادي بين الدول العربية واستكمال مقومات السوق العربية المشتركة.

## وصلات خارجية
- الموقع الرسمي للهيئة العامة الكويتية للاستثمار.
- التنمية الاقتصادية في الكويت. على مشروع الدليل المفتوح
- مقالات عن الضرائب، نظرة عامة للاقتصاد الكويتي.
- مقالات عن الضرائب، «لمحة عن النظام الضريبي ومبادئ المحاسبة في الكويت».